# Bagatellkündigung
Als Bagatellkündigung wird im deutschen Arbeitsrecht umgangssprachlich eine Kündigung bezeichnet, die wegen Unterschlagung oder Diebstahl von Dingen mit geringem Wert oder wegen geringfügig unkorrektem Verhalten des Arbeitnehmers ausgesprochen wird.

## Typische Fälle für Bagatellkündigungen
Die Bagatellkündigung zeichnet sich vor allem durch die Geringfügigkeit des Vergehens aus. Das kann z. B. sein: Ein Handy wird auf Firmenkosten aufgeladen, ein paar Pfandbons werden gefunden und eingesteckt, ein Bonbon wird an der Kasse gelutscht oder ein Fleischstückchen im Wert unter 1,- € wird verzehrt.

## Bekannt gewordene Fälle von Bagatellkündigungen
- Der wohl bekannteste Fall unter allen Bagatellkündigungen dürfte der „Fall Emmely“ sein, in dem eine Kündigung wegen der Verwendung von Leergutbons in Höhe von 1,30 € ausgesprochen wurde. Dieser endete letztlich vor dem Bundesarbeitsgericht, das die Kündigung für nichtig erklärte. Dieser Fall gilt bis heute als richtungsweisend.[1]
- Entgegen dem ähnlich gelagerten Fall „Fall Emmely“ wurde der Pfandbon-Missbrauch im Wert von 6,06 € als rechtmäßiger Grund zur Kündigung eines Kassierers erklärt.[2]
- Fristlose Kündigung einer Bäckereiverkäuferin wegen des Verzehrs von Lebensmitteln in Höhe von 12,75 € wurde bestätigt.[3]
- Eine Kassiererin wurde gekündigt, weil sie angeblich an der Kasse Bonbons gelutscht und schlecht über ihren Arbeitgeber gesprochen haben soll. Die Kündigung wurde für ungültig erklärt. Ähnlich wie im „Fall Emmely“ kam es auch hier in dem „Fall Bonbon-Angy“ zu einem erheblichen medialen Echo.[4]
- Ein Arbeitgeber kündigte einer Krankenschwester wegen insgesamt acht entwendeter Brötchenhälften. Die Kündigung wurde im Nachgang als unwirksam erklärt.[5]
- Die fristlose Kündigung wegen Entwendung von Brotaufstrich wurde für unwirksam erklärt.[6]
- Die fristlose Kündigung wegen Verzehrs von übrig gebliebenen Speisen von Patienten wurde für ungültig erklärt.[7]
- Ein langjähriger Küchenmitarbeiter wurde fristlos auf Grund des Verzehrs von Pommes und Frikadellen gekündigt. Die Kündigung wurde für unwirksam erklärt.[8]
- Die Kündigung einer Angestellten in einem Kino wegen vorgeblicher Herausgabe von zwei kostenlosen Getränken wurde für unwirksam erklärt.[9]
- Ein Arbeitgeber sprach eine fristlose Kündigung wegen Stromdiebstahls aus (ein Handy wurde aufgeladen). Ein Schaden von 0,015 € wurde geltend gemacht. Es kam zu einem Vergleich.[10]
- Eine Kündigung wegen Ladens eines Elektrorollers im Büro wurde für unwirksam erklärt.[11]
- Eine Kündigung, weil drei Schrauben verschenkt wurden, wurde für unwirksam erklärt.[12]

## Rechtsfolgen
Ein Arbeitgeber wird in der Regel eine Unterschlagung oder einen Diebstahl oder falsches Verhalten in egal welcher Größenordnung nicht hinnehmen. Jedoch ist eine fristlose Kündigung durch derartige Fehlverhaltensweisen des Arbeitnehmers nicht immer gerechtfertigt. Es kam wiederholt vor, dass Gerichte fristlose Kündigungen als unverhältnismäßig betrachtet haben und diese aufhoben.
Hierbei wird sich häufig an dem bekanntesten „Fall Emmely“ orientiert.  Obwohl dem Arbeitgeber ein Schaden entstanden ist, urteilte das Bundesarbeitsgericht (Urteil vom 10.6.2010, Az. 2 AZR 541/09) in der sogenannten „Emmely-Entscheidung“, dass immer auch eine Interessenabwägung im Einzelfall vorzunehmen sei.
Oftmals geht einer ordentlichen Kündigung jedoch auch erst eine Abmahnung voraus.
Allerdings gibt es auch andere Entscheidungen wie die des Landesarbeitsgerichts Düsseldorf (Urteil vom 7.12.2015, Az. 7 Sa 1078/14), welches auf die Berufung eines Lebensmittelmarktes das Urteil des Arbeitsgerichts Duisburg (ArbG Duisburg, 1 Ca 272/14) abänderte und die Kündigungsschutzklage einer Kassiererin abwies. Der Hintergrund dieses Verfahrens war, dass es das LAG Düsseldorf als erwiesen ansah, dass die Kassiererin eine leere Pfandflasche mit ihrer Kasse erfasst habe und so einen Pfandbon in Höhe von 3,25 € erzeugt habe. Dieser Vorgang stelle einen großen Vertrauensbruch dar, vor allem da diese Kassiererin damit betraut sei, die Vermögensinteressen des Arbeitgebers zu schützen.